# Akac
Akac est un membre de la dynastie royale du peuple Shilluk, une ethnie africaine du Soudan du Sud fondée par le héros Nyikang. La place d'Akac dans la liste des rois Shilluk est contestée. Il ne s'agit peut-être que d'un prétendant non intronisé dans la charge royale. Son origine est obscure, selon certaines sources orales il est le fils du roi Duwat mais selon d'autres, il s'agit d'un fils du roi Bwoc.

## Règne
La résidence d'Akac se situait près du khor Ataro (un affluent du Nil Blanc) dans le village de Rodek localisé près de l'embouchure de ce modeste cours d'eau. Akac fut un despote cruel, vers 1660-1661, dont les méfaits et les actes arbitraires causèrent rapidement
un soulèvement général parmi la population Shilluk. Certains dires rapportent qu'il fut tué lors d'un affrontement contre une armée venue du nord (Funj ou Dinka).